# クラレンス・クレモンズ

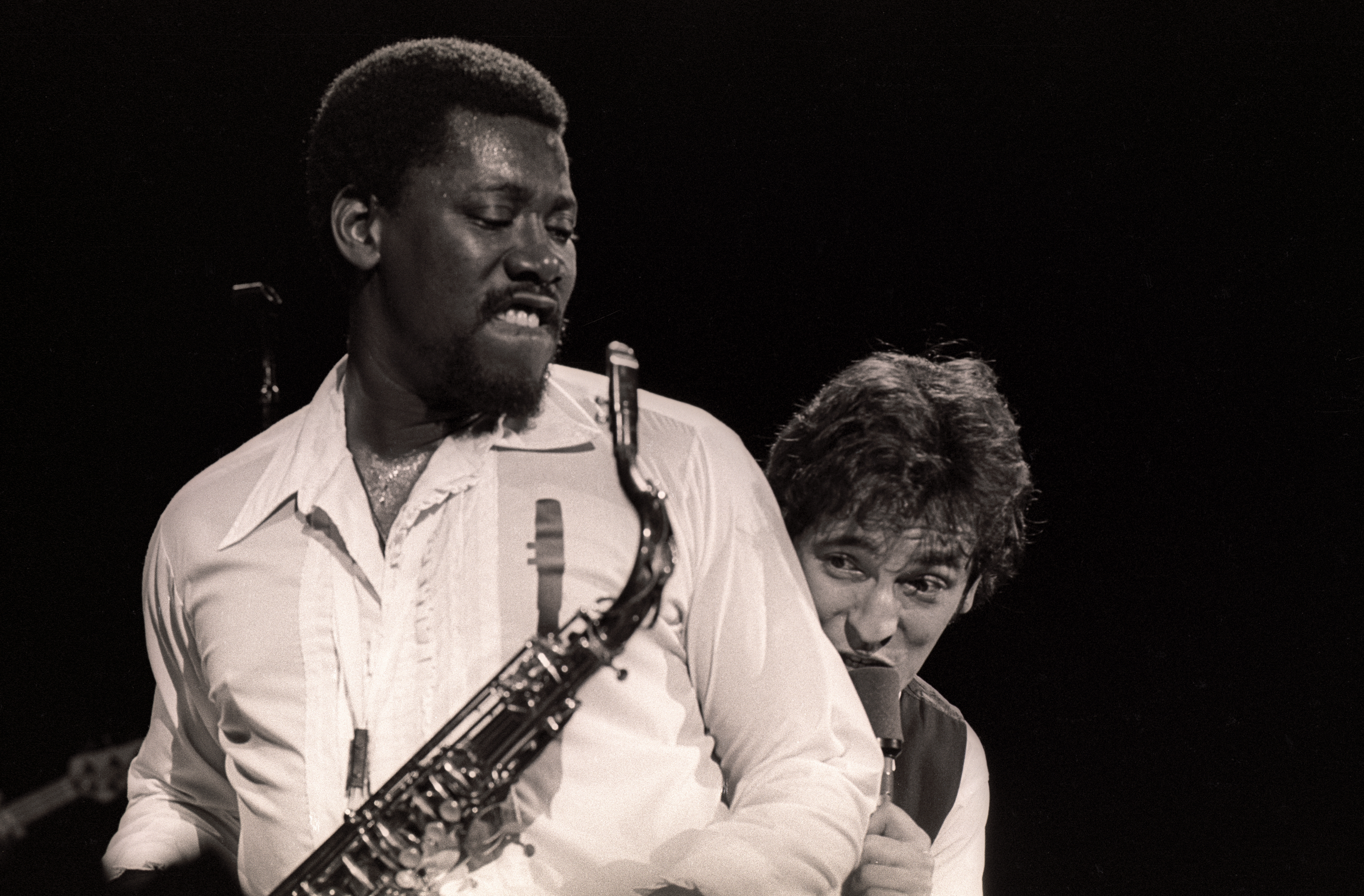
クラレンス・クレモンズとブルース・スプリングスティーン

クラレンス・クレモンズ（英語: Clarence Clemons、1942年1月11日 - 2011年6月18日）は、米国出身のサックス奏者、歌手。脳卒中の合併症のため死去。ザ・ビッグマン（The Big Man）の呼び名でも知られる。
ブルース・スプリングスティーンのレコーディングやコンサートでバック演奏を務めるEストリートバンドのメンバーとして活動した。

## ディスコグラフィ

### リーダー・アルバム
- 『レスキュー～影に叫ぶ～』 - Rescue (1983年) ※Clarence Clemons & the Red Bank Rockers名義
- 『ヒーロー』 - Hero (1985年)
- 『ア・ナイト・ウィズ・ミスターC』 - A Night With Mr. C (1989年)
- Peacemaker (1995年)
- 『ゲット・イット・オン』 - Get It On (1995年) ※エイジァ&ザ・ビッグマン名義
- Live in Asbury Park (2002年) ※Clarence Clemons Temple of Soul名義
- Live in Asbury Park, Vol. 2 (2004年) ※Clarence Clemons Temple of Soul名義
- Brothers in Arms (2008年) ※Temple Of Soul Featuring Clarence Clemons名義

### ブルース・スプリングスティーン
- 『アズベリー・パークからの挨拶』 - Greetings From Asbury Park (1973年)
- 『青春の叫び』- The Wild, The Innocent & The E Street Shuffle (1973年)
- 『明日なき暴走』 - Born to Run (1975年)
- 『闇に吠える街』 - Darkness on the Edge of Town (1978年)
- 『ザ・リバー』 - The River (1980年)
- 『ボーン・イン・ザ・U.S.A.』 - Born in the U.S.A. (1984年)
- 『The "Live" 1975-1985』 Live/1975-85 (1986年) ※ライブ
- 『トンネル・オブ・ラヴ』 - Tunnel of Love (1987年)
- Chimes of Freedom (1988年) ※EP
- 『グレイテスト・ヒッツ』 Greatest Hits (1995年) ※コンピレーション
- Blood Brothers (1996年) ※EP
- 『トラックス』 Tracks (1998年) ※コンピレーション
- 『18トラックス〜ザ・ベスト・オブ・トラックス』 18 Tracks (1999年) ※コンピレーション
- 『ライヴ・イン・ニューヨーク・シティ』 Live In New York City (2002年) ※ライブ
- 『ザ・ライジング』 - The Rising (2002年)
- 『エッセンシャル・ブルース・スプリングスティーン』 The Essential Bruce Springsteen (2003年) ※コンピレーション
- 『マジック』 - Magic (2007年)
- Magic Tour Highlights (2008年) ※EP
- 『ワーキング・オン・ア・ドリーム』 - Working on a Dream (2009年)
- 『ザ・プロミス』 The Promise (2010年) ※コンピレーション
- 『レッキング・ボール』 - Wrecking Ball (2012年)
- 『ハイ・ホープス』 - High Hopes (2014年)

### 参加アルバム
ゲイリー・U.S.ボンド
- 『伝説のヒーロー』 - Dedication (1981年)
- 『ニューヨーク万歳!!』 - On the Line (1982年)

レディー・ガガ
- 『ボーン・ディス・ウェイ』 - Born This Way (2011年)

リンゴ・スター&ヒズ・オールスター・バンド
- 『リンゴ・スター&ヒズ・オールスター・バンド』 - Ringo Starr and His All-Starr Band (1990年)

ズッケロ
- Blue's (1987年)
- 『ズッケロ』 - Oro Incenso & Birra (1989年)
- 『ウィズアウト・ア・ウーマン』 - Zucchero (1991年)
- 『ストレイ・キャット・イン・マイ・ドッグ・シティ』 - Spirito DiVino (1995年)

その他
- ダン・ハートマン : 『衝撃のイメージ』 - Images (1976年)
- サウスサイド・ジョニー&ジ・アズベリー・ジュークス : 『アイ・ドント・ウォント・トゥ・ゴー・ホーム』 - I Don't Wanna Go Home (1976年)
- ペズバンド : 『ペズバンド』 - Pezband (1977年)
- スカーレット・リヴェラ : Scarlet Rivera (1977年)
- インタギャラクティック・ツアーリング・バンド : 『銀河の使者』 - Intergalactic Touring Band (1977年)
- カーレン・カーター : 『トゥー・サイズ・トゥ・エヴリー・ウーマン』 - Two Sides to Every Woman (1979年)
- ジャニス・イアン : 『ナイト・レイン』 - Night Rains (1979年)
- Musicians United for Safe Energy : No Nukes (1979年)
- マイケル・スタンレー・バンド : Heartland (1980年)
- ジョーン・アーマトレイディング : 『ミー・マイセルフ』 - Me Myself I (1980年)
- Various artists : In Harmony 2 (1981年)
- グレッグ・レイク : 『グレッグ・レイク&ゲイリー・ムーア』 - Greg Lake (1981年)
- エディ・シュワルツ : Schwartz (1981年)
- ブルー・スティール : Nothing But Time (1981年)
- リトル・スティーヴン&ザ・ディサイプルズ・オブ・ソウル : 『N.Y.スーパー・バンド』 - Men Without Women (1982年)
- ホークス : 30 Seconds Over Otho (1982年)
- イアン・ハンター : 『孤独のハンター』 - All of the Good Ones Are Taken (1983年)
- スティール・ブリーズ : Heart on the Line (1983年)
- シルバー・コンドル : 『氷河飛行』 - Trouble At Home (1983年)
- マイケル・スタンレー・バンド : Inside Moves (1984年)
- アレサ・フランクリン : 『フリーウェイ・オブ・ラヴ』 - Who's Zoomin' Who? (1985年)
- ナラダ・マイケル・ウォルデン : 『ネイチャー・オブ・シングス』 - The Nature of Things (1985年)
- トゥイステッド・シスター : 『カム・アウト・アンド・プレイ』 - Come Out and Play (1985年)
- 『ポーキーズ最後の反撃! オリジナル・サウンドトラック』 - Porky's Revenge Soundtrack (1985年)
- アパルトヘイトに反対するアーティストたち : 『サン・シティ』 - Sun City (1986年)
- グロリア・エステファン : 『レット・イット・ルース』 - Let It Loose (1987年)
- Various artists : 『クリスマス・エイド』 - A Very Special Christmas (1987年)
- ナラダ・マイケル・ウォルデン : Divine Emotions (1988年)
- フォー・トップス : 『不滅の絆』 - Indestructible (1988年)
- トッド・ラングレン : 『ニアリー・ヒューマン』 - Nearly Human (1989年)
- ハーマン・ブラッド : Freeze (1990年)
- 『ホーム・アローン2 オリジナル・サウンドトラック』 - Home Alone 2: Lost in New York Soundtrack (1992年)
- リサ・スタンスフィールド : 『スウィング オリジナル・サウンドトラック』 - Swing – Original Motion Picture Soundtrack (1999年)
- ジョー・コッカー : 『アンチェイン・マイ・ハート』 - Unchain My Heart (1990年)
- ペーター・マフェイ : 38317 (1991年)
- ニルス・ロフグレン : 『明日への旅路』 - Silver Lining (1991年)
- アルヴィン・リー : 『ズーム』 - Zoom (1992年)
- ロイ・オービソン : 『キング・オブ・ハーツ』 - King of Hearts (1992年)
- ジム・キャロル : A World Without Gravity: Best of The Jim Carroll Band (1993年)
- デイヴ・コーズ : 『ラッキー・マン』 - Lucky Man (1993年)
- グレイト・ホワイト : 『セイル・アウェイ』 - Sail Away (1994年)
- ルーサー・ヴァンドロス : 『ラヴ・クリスマス』 - This is Christmas (1995年)
- Craig and Co. : My Newish Jewish Discovery (1997年)
- Various artists : 『アリス・クーパー・トリビュート』 - Humanary Stew – A Tribute to Alice Cooper (1999年)
- ニック・クレモンズ・バンド : In the Sunlight (2001年)
- クリエイション : World Without Windows (2005年)
- ブルース・ベンソン : A Healing Prayer (2007年)
- タイロン・アシュレイズ・ファンキー・ミュージック・マシーン : 『レット・ミー・ビー・ユア・マン』 - Let Me Be Your Man (2007年)
- ストーミン・ノーマン & フレンズ : Asbury Park - Then And Now (2008年)
- ジェリー・ガルシア・バンド : Garcia Live Volume 13 (2020年)

## フィルモグラフィ

### 映画
- 『ニューヨーク・ニューヨーク』 - New York, New York (1977年)
- 『ビルとテッドの大冒険』 -  Bill & Ted's Excellent Adventure (1989年)
- 『危険な微笑/氷の情事がこわれるとき?』 -  Fatal Instinct (1993年)
- 『ブルース・ブラザース2000』 -  Blues Brothers 2000 (1998年)
- Swing (1999年)

### テレビ番組
- 『アーノルド坊やは人気者』 - Diff'rent Strokes (1985年) ※「So You Want to Be a Rock Star」に出演
- Jake and the Fatman (1989年) ※「Why Can't You Behave?」に出演
- 『超音速ヒーロー ザ・フラッシュ』 - The Flash (1990年) ※「Honor Among Thieves」に出演
- 『刑事ナッシュ・ブリッジス』 - Nash Bridges (1996年) ※「25 Hours of Christmas」「Aloha Nash」「Javelin Catcher」に出演
- 『超感覚刑事ザ・センチネル』 - The Sentinel (1997年) ※「Dead Drop」に出演
- The Weird Al Show (1997年) ※「Mining Accident」に出演
- 『ハイテク武装車バイパー』 - Viper (1998年) ※「The Getaway」に出演
- Penn & Teller's Sin City Spectacular (1998年) ※1エピソードに出演
- 『ザ・シンプソンズ』 - The Simpsons (1999年) ※「Grift of the Magi」に出演
- My Wife and Kids (2003年) ※「Michael's Band」に出演
- 『THE WIRE/ザ・ワイヤー』 - The Wire (2004年) ※「Moral Midgetry」「Hamsterdam」に出演
- 'Til Death (2009年) ※「Eddie's Book」に出演